# 礼山山城
座標: 北緯36度41分26秒 東経126度49分15秒 / 北緯36.69056度 東経126.82083度
礼山山城（イェサンサンソン、れいざんさんじょう、朝鮮語: 예산산성）は、大韓民国の忠清南道礼山郡礼山邑にある三国時代の山城である。1982年8月3日、忠清南道記念物第30号に指定された。

## 概要
忠清南道礼山郡礼山邑山城里の西北側にある広い平野に聳えている低い端山（丘）に土で築いた城址である。周囲は655m、城壁の高さは約2.4mであるが、古記録には「烏山城」であるとして、周囲2002尺だとした。
この城は、西から北へくねりながら流れる無限川によって自然の防御施設を形成している。遺物と遺跡は探すことができないながら、土器のかけらと瓦のかけらが時おり見られるのみである。
この城の由来は確実でないが、礼山が百済の「烏山」あるいは「孤山」であった点に見て、百済の時、この地域の中心地だったようだ。さらに百済復興軍が唐軍を迎えて戦った所であると伝えられてきており、百済の時、作られた城と見ている。